# کانانگا
کانانگا (به لاتین: Kananga) یک شهر در جمهوری دموکراتیک کنگو است که در Kasaï-Occidental واقع شده‌است.

## خصوصیات
کانانگا ۷۴۲٬۸ کیلومترمربع مساحت و ۱٬۰۶۱٬۱۸۱ نفر جمعیت دارد و ۶۰۸ متر بالاتر از سطح دریا واقع شده‌است.